# Dagon - La mutazione del male
Dagon - La mutazione del male è un film del 2001 diretto da Stuart Gordon. Presentato al Sitges - Festival internazionale del cinema della Catalogna il 12 ottobre 2001 e nelle sale cinematografiche europee dal 31 ottobre 2001. In Italia, il film è stato trasmesso per la prima volta, da 7 Gold nella seconda serata di lunedì 25 settembre 2005 all'interno del ciclo Brividi. Il film è ispirato ai racconti La maschera di Innsmouth e Dagon dello scrittore statunitense Howard Phillips Lovecraft. Costituisce l'ultima pellicola alla quale ha recitato il celebre attore spagnolo Francisco Rabal prima della morte, ed è dedicato alla sua memoria.

## Trama
Paul Marsh è un giovane magnate statunitense di origini spagnole, impensierito da un passato misterioso e da strani sogni ricorrenti, in cui vede se stesso nuotare nei pressi di un immenso pozzo sul fondale marino, assieme a un'inquietante creatura simile a una sirena. Il ragazzo si reca in vacanza in yacht al largo delle coste della Galizia insieme alla fidanzata Barbara e ai loro amici, Howard e Vicky, ma il gruppo viene sorpreso da una violenta tempesta, che manda la barca ad incagliarsi su una scogliera. Vicky rimane ferita a una gamba e Paul e Barbara decidono di raggiungere la riva con un gommone per cercare aiuto, mentre Howard decide di restare con sua moglie. Mentre i due ragazzi si allontanano, una presenza misteriosa si avvicina allo yacht, attirata dal sangue di Vicky.
Nel frattempo, Paul e Barbara arrivano ad Imboca, un paesino di pescatori, dove notano alcune stranezze: il paese sembra quasi deserto, i pochi abitanti che incontrano hanno un aspetto bizzarro e atteggiamenti apparentemente ostili, e la chiesa del paese non reca simboli cristiani, bensì quelli di un misterioso e sconosciuto ordine religioso: l'Ordine Esoterico di Dagon. Nella chiesa i due incontrano un prete, che offre il suo aiuto incaricando due pescatori di accompagnare Paul allo yacht per aiutare i loro amici. Barbara decide di aspettare in albergo, sulla terraferma, ma viene aggredita dal prete e dal custode. Nel frattempo, Paul raggiunge lo yacht, ma di Howard e Vicky non c'è nessuna traccia. Tornato a riva, il prete lo manda all'albergo, dicendogli che Barbara è uscita dal paese per chiedere soccorso.
Quando il ragazzo si addormenta, stanco e confuso, viene tormentato dal solito incubo e, dopo essersi svegliato, si accorge che una folla di paesani ha circondato l'albergo con intenzioni tutt'altro che pacifiche; è costretto a scappare in modo precipitoso, fino a ritrovarsi in un locale adibito a conceria, dove scopre con orrore una macabra collezione di maschere e vestiti ricavati da pelli umane, come quelle indossate dai paesani e, tra le quali, riconosce quella con le fattezze dell'amico Howard. Sfuggito ad un nuovo attacco dei paesani, riesce a trovare un nascondiglio dove incontra Ezequiel, un barbone anziano e apparentemente matto e ubriaco, ma che in realtà è a conoscenza del terribile segreto di Imboca: decenni prima, il paese era stato profondamente devoto a Dio, ma afflitto da una grave carestia di pesce, che aveva portato alla povertà. A Imboca era arrivato un marinaio di nome Orpheus Cambarro che li aveva derisi per la loro devozione nei confronti di Dio. Aveva promesso di portare a Imboca un nuovo dio e che avrebbe riempito le loro reti di pesce e di oro proveniente dal mare, se avessero accettato di adorarlo: si trattava del malvagio Dagon.
Una volta che la popolazione aveva rinnegato il Dio a cui erano stati devoti, distruggendo tutti i simboli della vecchia fede, e Cambarro aveva istituito un nuovo ordine religioso nel paese, Dagon aveva iniziato a pretendere vittime umane in sacrificio. I genitori di Ezequiel, bambino all'epoca, furono uccisi davanti ai suoi occhi per non aver accettato di venerare Dagon, mentre le donne del paese furono offerte al mostro per essere ingravidate e dare vita a una mostruosa discendenza: difatti, ad esclusione di Ezequiel, tutti gli Imbocani sono creature disumane simili a pesci, che a poco a poco perdono la loro natura umana per raggiungere il loro Padre, nel suo regno in fondo al mare. Dopo un iniziale momento di scetticismo, Paul chiede aiuto a Ezequiel per fuggire da Imboca e viene da lui condotto al palazzo di Xavier Cambarro, sindaco del paese e nipote di Orpheus, per rubare la sua automobile e scappare. Tuttavia, nuovamente inseguito da alcuni paesani, è costretto a nascondersi nel maniero di Cambarro, dove incontra la bellissima Uxìa, figlia del sindaco, che assomiglia come una goccia d'acqua alla sirena che appare nei suoi sogni, e che stranamente conosce il suo nome e sa dei suoi sogni.
Lei lo aiuta a fuggire e lo seduce, ma, quando Paul si accorge che si tratta di un mostro con due tentacoli al posto delle gambe, fugge inorridito, venendo catturato e rinchiuso in un fienile, assieme a Ezequiel, Barbara e Vicky. Quest'ultima è dunque viva e vegeta, ma mutilata della gamba ferita offerta in sacrificio a Dagon, e da lui messa incinta, dopo aver assistito alla brutale uccisione di Howard. Di lì a poco, il prete e i paesani giungono al fienile per porre un ultimatum ai prigionieri: servire Dagon o morire. Vicky, sconvolta dalla violenza subita, si uccide pugnalandosi allo stomaco, mentre Barbara viene portata alla chiesa per essere offerta in sacrificio, e Paul ed Ezequiel in un capanno per essere uccisi.
Ezequiel muore coraggiosamente, venendo scorticato vivo dal prete sotto gli occhi di Paul e recitando insieme al ragazzo il Salmo 23, mentre Paul viene salvato da Uxìa che, innamorata di lui, gli comunica che non ha altra scelta se non quella di stare con lei, unirsi agli Imbocani e abbracciare il culto di Dagon. Fingendo di accettare le sue condizioni, Paul viene liberato, ma si arma di due coltelli e uccide ferocemente il prete e i suoi assistenti, dopodiché si reca in chiesa per salvare Barbara, portando con sé una lattina di kerosene. Nei sotterranei della chiesa, Uxìa e gli Imbocani celebrano una messa nera in onore di Dagon, nella quale Barbara viene torturata e calata in una botola che dà sul mare. Paul, dopo aver bruciato vivi alcuni Imbocani, cerca di salvare la donna che ama, ma è troppo tardi: Dagon emerge dalle profondità marine e afferra Barbara, portandola via con sé.
Disperato per la scomparsa della sua ragazza, Paul viene immobilizzato dagli Imbocani e quasi ucciso da Xavier Cambarro, che viene però fermato dalla figlia. I due mostri rivelano a Paul un'orrenda verità: è figlio di Xavier e fratello di Uxia. Molti anni prima, Xavier (che all'epoca aveva ancora un aspetto umano), durante uno dei suoi viaggi, aveva rapito diverse donne e le aveva portate a Imboca: tra queste anche la donna che sarebbe divenuta madre di Paul. Sconvolto da questa orribile rivelazione, Paul tenta di suicidarsi cospargendosi di kerosene e dandosi fuoco con l'accendino di Barbara, ma viene prontamente gettato in acqua da sua sorella. Sott'acqua, Paul comincia il suo processo di trasformazione, vedendo comparire delle branchie sullo stomaco, e le immagini che lui vedeva nei suoi sogni divengono finalmente realtà: insieme alla creatura marina che si è scoperto essere sua sorella, nuotano assieme nel pozzo sottomarino, ingresso del regno di Dagon.

## Differenze tra film e racconti
- Dal racconto Dagon il film di Gordon riprende l'arrivo in barca e il fatto di mostrare direttamente, in una scena, il mostro lovecraftiano Dagon. Per il resto, la sceneggiatura segue La maschera di Innsmouth, aggiungendovi però i personaggi femminili (del tutto assenti nel racconto) e modificando sia le premesse che l'ultima parte.
- Da notare che, sebbene l'ambientazione sia differente (la Spagna nel film, il New England nel racconto) Imboca, il nome del paesino, è un chiaro riferimento a Innsmouth (sia boca che mouth significano "bocca").
- Nel racconto gli abitanti di Innsmouth sono esseri mezzi umani e mezzi pesci ma non erano inizialmente umani che hanno perso pian piano la loro umanità e non è Dagon il loro padre; nel racconto viene spiegato che gli abitanti di Innsmouth sono degli ibridi della congiunzione con delle creature marine chiamati Abitatori Del Profondo (o Deep ones). In più a differenza di come sono raffigurati nel film, sono tutti degli esseri quasi tutti uguali con la pelle grigia, la testa piccola la faccia simile a quella di un pesce.
- Nel racconto vengono nominati Madre Hidra (la compagna di Dagon), gli Shoggoth e appaiono Gli Abitatori Del Profondo Che nel film non compaiono.
- Nel racconto Dagon non compare, viene solo nominato .
- Nel racconto, il protagonista, Robert Olmstead, (la quale Paul è ispirato) riesce a fuggire e scopre di essere un discendente della città a tornato a casa.
- Nel racconto, il protagonista, senza una fidanzata od amici, esplora Innsmouth da solo.
- Nel racconto viene nominata la nonna del protagonista che ha un ruolo nel racconto.
- Nel racconto, Robert Olmstead resta a Innsmouth per un po’ di tempo.

## Curiosità
L'attore Ezra Godden nel 2005 ha interpretato un altro personaggio dell'universo lovercraftiano, Walter Gilman, nell'episodio due La casa delle streghe della prima stagione di Masters of Horror.